# Turinah
Turinah (7 de junio de 1853, Sumatra, Indias Orientales Neerlandesas - 7 de junio de 2012) fue una mujer de Indonesia, quien cobró notoriedad al ser descubierta su edad por los censos locales.
Ella al parecer nació en el momento de la Guerra de Crimea, año en que Russell Hawes patentó la máquina sobre plegado. Turinah destruyó varias de sus identificaciones para impedir que estar conectada a un golpe de Estado comunista en Indonesia en 1965. También tiene una hija que es de 108 años de edad. Si su edad en efecto, llega a ser cierto, rompería el récord de la persona de mayor edad que han vivido, que actualmente tiene una mujer francesa con el nombre de Jeanne Calment, que falleció en 1997 a la edad de 122 años. Turinah estaba todavía activa en el hogar después de tanto tiempo, podía ver y oír bien, y ha fumado cigarrillos de clavo durante años hasta su muerte. Es posiblemente uno de los únicos dos verificados que ha vivido desde hace más de 120 años. Ella estaba en buen estado de salud y hablaba neerlandés; idioma usado en Indonesia cuando fue parte de las Indias Orientales Neerlandesas.
Turinah murió el 7 de junio de 2012, en su cumpleaños número 159. Aún no ha podido comprobarse el hecho de que Turinah haya vivido realmente 159 años, debido a la carencia de identificaciones.